# 戈爾巴奇 (布斯克區)
50°5′51″N 24°45′53″E / 50.09750°N 24.76472°E
戈爾巴奇（烏克蘭語：Горбачі），是烏克蘭西部的村莊，隸屬利維夫州的佐洛奇夫區。該村始建於1600年，面積0.28平方公里，海拔高度212米，2001年人口180，人口密度每平方公里642.86人。